# AK플라자
AK플라자(영어: AK PLAZA)는 대한민국의 백화점이며, 애경그룹의 주요 계열사 중 하나이다. 2019년을 기준으로 4개의 지점과 3개의 쇼핑몰을 운영하며, 지점위치는 원주점, AK& 홍대점, 세종점을 제외한 나머지 지점과 쇼핑몰은 경기도에 위치하고, 원주점을 제외한 나머지 지점은 통로에 배치된 지하철, 철도와 바로 연결되는 민자역사이다.

## 연혁
- 1993년 9월 10일: 애경백화점(愛敬百貨店) 구로본점 개점
- 1995년 5월: 수원민자역사 설립
- 1997년 8월: 평택민자역사 설립
- 1997년 11월: 애경백화점 분당점 개점
- 1999년 8월: 수원민자역사 착공
- 2003년 2월: 애경백화점 수원점 개점
- 2006년 5월: 평택민자역사 착공
- 2009년 2월: 분당 삼성플라자를 인수하면서 상호명을 "애경백화점"에서 "AK플라자"로 변경
- 2009년 4월 24일: AK플라자 평택점 개점
- 2012년 3월 6일: AK플라자 원주점 개점
- 2018년 8월 31일: AK& 홍대점 개점 및 본사이전
- 2018년 12월 14일: AK&기흥점 개점
- 2019년 4월 19일: AK& 세종점 개점
- 2020년 11월 2일: 백화점 최초 네이버페이 도입(AK 플라자 전점 및 Ak& 기흥, 홍대)
- 2020년 7월 1일 : AK플라자 세종2차 개점
- 2021년 10월 29일: AK플라자 광명점 개점 예정[1]
- 2022년 7월 22일: AK플라자 금정점 개점
- 2022년 중: AK&에 대한 명칭을 AK플라자로 일괄 변경[2]

## 매장 현황
원주점을 제외한 매장은 모두 민자역사이다.

### 수도권 지역
- AK플라자 수원AK타운점 (경부선·1호선·수인분당선) - 2014년 12월 백화점 옆에 AK&란 쇼핑몰을 개점하였다. 경기도 수원시 팔달구 덕영대로 924

지하1층 전철역과 지상2층에는 전철 및 일반 철도를 탈 수 있도록 통로가 연결되어 있다.
- AK플라자 분당점 (수인분당선, 기존 삼성플라자 인수) - 경기도 성남시 분당구 황새울로360번길 42

지하1층에는 전철을 탈 수 있도록 통로가 연결되어 있다.
- AK플라자 평택점 (경부선·1호선) - 경기도 평택시 평택로 51

3층에는 일반 철도과 전철을 탈 수 있도록 통로가 연결되어 있다.

### 지방지역
- AK플라자 원주점 - 강원특별자치도 원주시 봉화로 1

롯데마트와 동거로 구성되어 있다.

## 쇼핑몰
- AK& 홍대점 : 서울특별시 마포구 양화로 188

홍대입구역 4번출구 연결되어 있다.(AK플라자 홍대점으로 변경예정)
- AK& 기흥점 : 경기도 용인시 기흥구 중부대로 494

분당선 지하1층과 용인 경전철 2층 연결되어 있다. (AK플라자 기흥점으로 변경예정)
- AK& 세종점 : 세종특별자치시 한누리대로 411 (AK플라자 세종점으로 변경예정)

## Neighborhood Shopping Center
- AK플라자 세종2차 2021년 상반기 개점
- AK플라자 안산점 2022년 하반기 개점
- AK플라자 금정 추가 출점확정
- AK플라자 광명 2021년 10월 개점
- AK플라자 군포점 2022년 개점[3]

### 폐업한 점포
- 2000년대에만 해도 부산역 1층에 부산점을 두고 있었으나, 폐업하였다.
- AK플라자 구로본점 (경부선·경인선·1호선 구로역 인근)[4] - 서울특별시 구로구 구로중앙로 152

지상 2층에는 전철을 탈 수 있도록 통로가 연결되어 있다. 장기전으로 인근지역에 매출에 밀려 2019년 8월 31일 폐점하였다.
이랜드에서 2020년 9월부터 10년간 임대하는 조건으로 인수확정 (NC백화점 신구로점 개점)

## 멤버스 카드
기존에 멤버스카드가 있다. 현재 제휴맺은 카드사 및 은행은 신한카드.KB국민카드, 우리카드 등이 있다.

### 제휴할인카드
IBK기업은행,는 3만원 이상시 할인이 된다.

## 갤러리

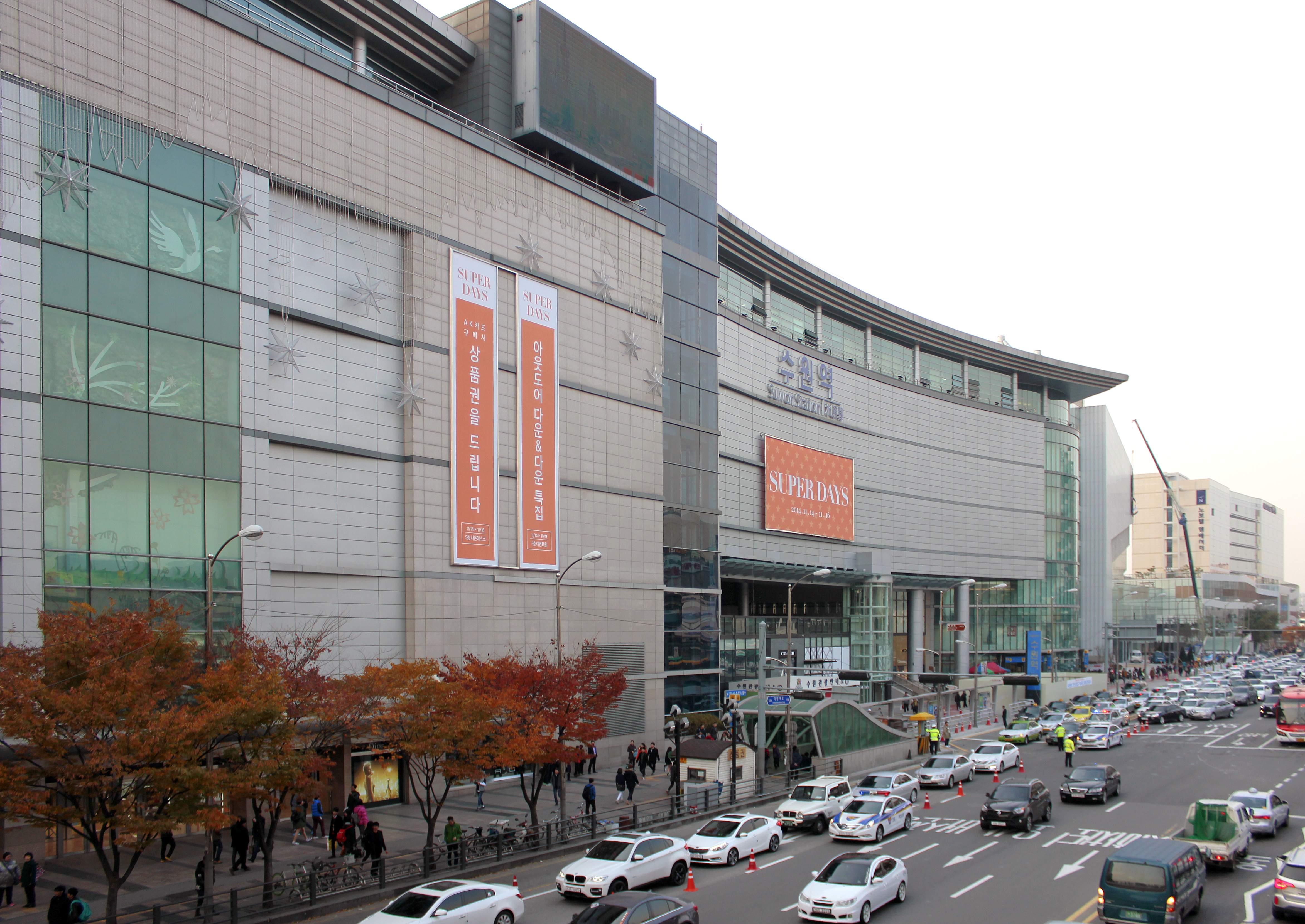
AK플라자백화점 수원점
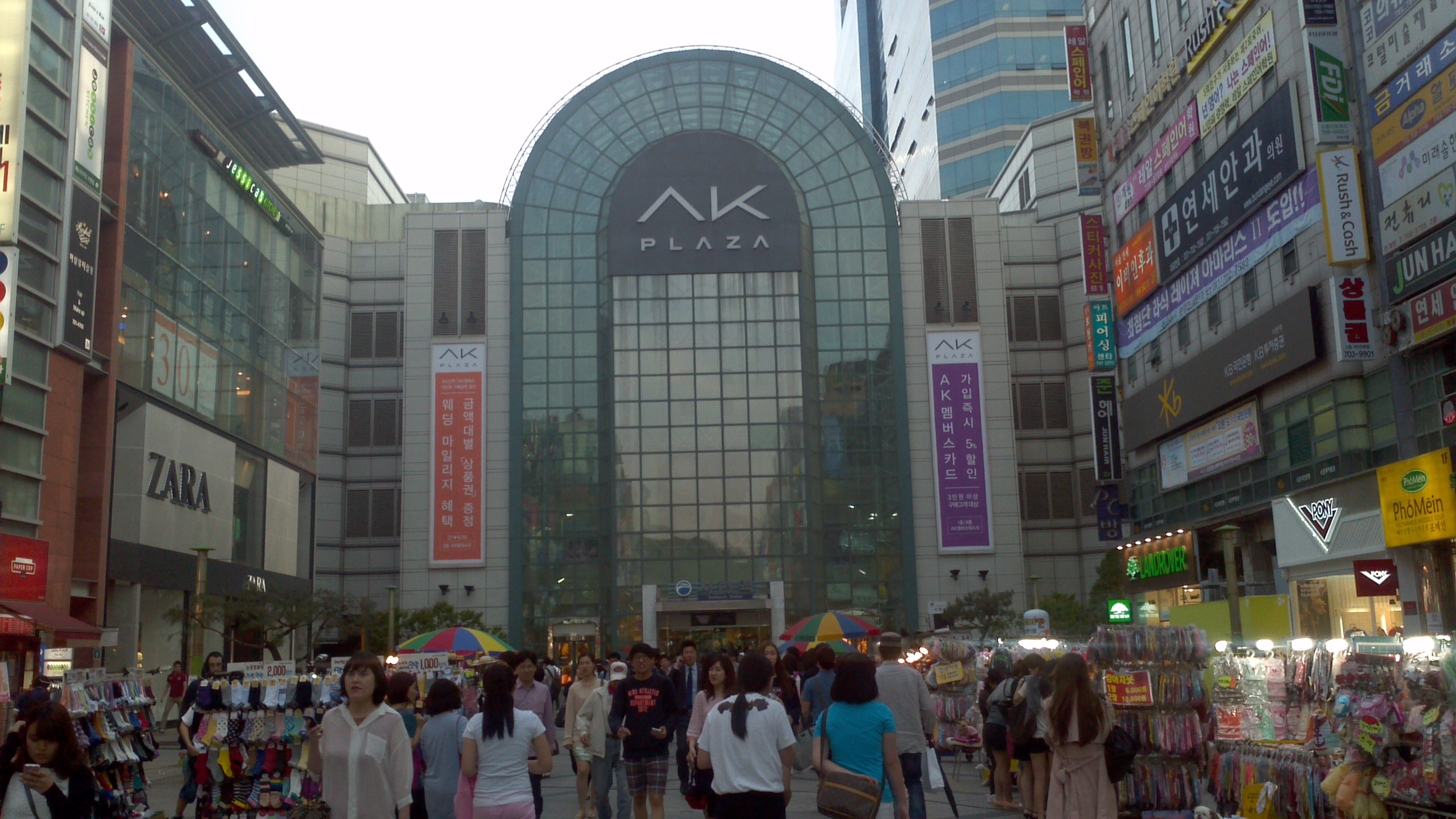
AK플라자백화점 분당점
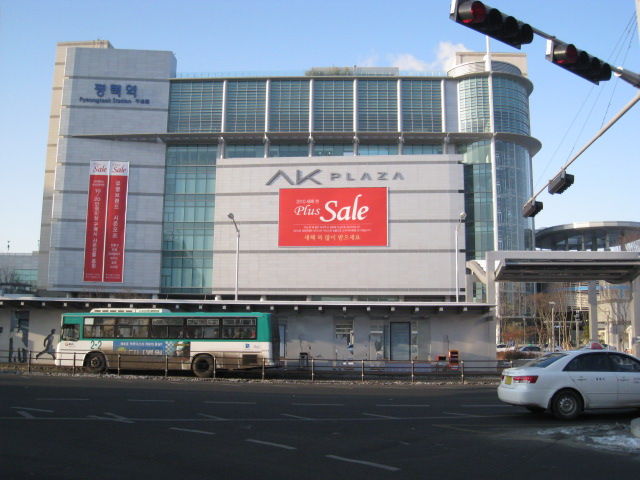
AK플라자백화점 평택점